# Nashik
Nashik ou Nasik é uma cidade do estado de Maharashtra, na Índia. Situa-se nas margens do rio Godavari. Tem cerca de 1221 mil habitantes. É um dos locais sagrados do hinduísmo.A cidade localiza-se a aproximadamente 140 km de Mumbai
Na cidade, de 12 em 12 anos ocorre o festival Khumba Mela, o maior festival do Hinduísmo, o último ano do evento ocorreu em 2015. Na cidade existem vários templos, os mais conhecidos são: o Kalaram Templo, Templo Someshwar, Templo Kapaleshwar, Templo Sundarnarayan; todos templos hindus dedicado a deuses da religião,( Rama, Shiva e Hanuman, Shiva, Vishnu nessa ordem)